# Якуба Роман Юрійович
Роман Юрійович Якуба (нар. 23 квітня 2001, Львів, Україна) — український професійний футболіст, центральний захисник латвійського клубу «Валміера», який на умовах оренди грає за польський клуб «Пуща» (Неполомиці). Виступав за юнацькі та молодіжну збірні України.

## Клубна кар'єра
Народився у Львові. У дитячі роки грав у ДЮФЛУ за команди ФК «Львів» та «Шахтар» (Донецьк). З 2018 року у молодіжному складі «Шахтар» (Донецьк). За який провів понад 50 ігор.
16 липня 2021 року відбувся трансфер до команди «Валміера» (Латвія). У Вищій лізі Латвії дебютував 4 серпня 2021 року у програному гостьовому поєдинку проти ФК «Лієпая» (3:2).
У січні 2023 року футболіст на правах орендної угоди до кінця червня 2024 року приєднався до польського клубу «Пуща» (Неполомиці).

## Кар'єра в збірній
Виступав за юнацькі збірні України різних вікових категорій (U-16, U-17, U-18, U-19).
У футболці молодіжної збірної України дебютував 22 листопада 2022 року у товариському матчі проти Грузії (1:1).

## Титули і досягнення
- Чемпіон Латвії:

«Валміера»: 2022